# 德迅
德迅（英語：Kuehne + Nagel International AG或Kühne + Nagel）是一家總部位於瑞士弗希斯堡的全球运输和物流代理公司。

## 历史
1890年由奥古斯特·库恩（August Kühne）和弗里德里希·纳格尔（Friedrich Nagel）在德国不来梅成立。它主營業務為海运和空运代理以及合同物流。2010年，德迅在全球货运代理行業按收入计算占全球空运和海运货运代理业务的近15％，领先于DHL敦豪全球貨運物流、德铁信可和DSV。截至2017年，德迅在109个国家/地区拥有1,336多个办事处，约有82,000名员工。

## 另見
- 货运代理